# Relst
Relst is een dorp in de gemeente Kampenhout. Relst was nooit een aparte gemeente en maakte steeds deel uit van Kampenhout. Het is gelegen langs de Aarschotsebaan, een weg die Kampenhout met Wakkerzeel (en verderop Aarschot) verbond vóór de aanleg van de Haachtsesteenweg (N21). Relst is gelegen aan de Molenbeek, die vanaf Kortenberg en het Silsombos naar het noorden (Dijle) afwatert. Ten zuiden van Relst ligt het gehucht Wilder, ten noorden ervan Kampelaar, langs de Haachtsesteenweg.

## Bezienswaardigheden
- De Sint-Jozefskerk
- Het Kasteel van Opstal

## Natuur en landschap
Relst ligt aan de Molenbeek en de Leibeek op een hoogte van ongeveer 15 meter. Nabij Relst ligt het Kanaal Leuven-Dijle met een sluis te Kampenhout-Sas

## Nabijgelegen kernen
Kampenhout, Buken, Haacht-Station